# لوپز آیلند
لوپز آیلند (به انگلیسی: Lopez Island) یک منطقهٔ مسکونی در ایالات متحده آمریکا است که در شهرستان سن خوان، واشینگتن واقع شده‌است. لوپز آیلند ۲٬۱۷۷ نفر جمعیت دارد.